# 古賀正義
古賀 正義（こが まさよし、1957年11月27日 - ）は、日本の教育学者・社会学者・教育社会学者。元中央大学文学部人文社会学科教育学専攻教授。

## 概要
東京都出身。1980年筑波大学第2学群人間学類卒業、85年同大学院教育学研究科博士課程単位取得満期退学1985年秋田経済法科大学経済学部講師、89年助教授、1992年宮城教育大学教育学部助教授、2003年中央大学文学部教授、2023年退職。

## 著書
- 『 ＜教えること＞のエスノグラフィー－「教育困難校」の構築過程』金子書房（2001）

### 共編著
- 北澤毅共編著『＜社会＞を読み解く技法－質的調査法への招待』福村出版（1997）
- 『＜子ども問題＞からみた学校世界－生徒・教師関係のいまを読み解く』（編）（講座『子どもと教育の社会学』第2巻）教育出版（1999）
- 永井聖二共編著『＜教師＞という仕事＝ワーク』学文社(2000)
- 『学校のエスノグラフィー－事例研究からみた高校教育の内側』編著、嵯峨野書院（2004）
- 北澤毅共編著『質的調査法を学ぶ人のために』世界思想社（2008）
- 広田照幸、伊藤茂樹共編著『現代日本の少年院教育―質的調査を通して』名古屋大学出版会（2012）
- 山田哲也共編著『現代社会の児童・生徒指導』放送大学教育振興会（2017）